# Sumapaz (rijeka)
Sumapaz je rijeka u Kolumbiji, desna pritoka rijeke Magdalene. Pripada slijevu Karipskog mora.